# Kureci

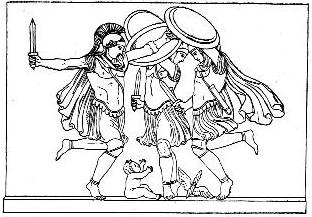
Kureci tańczący nad małym Zeusem

Kureci (gr. kουρῆτες kourē̂tes, l. poj. kουρήτη kourḗtē, łac. curetes, l. poj. curete) – w mitologii greckiej bóstwa opiekuńcze, później także kapłani kultu.
Dziewięciu kapłanów Rei chroniących na Krecie Zeusa przed jego ojcem Kronosem, by nie dowiedział się o miejscu ukrycia nowo narodzonego. Swymi hałaśliwymi tańcami, m.in. uderzając włóczniami o tarcze, zagłuszali płacz niemowlęcia. W późniejszym czasie nazywano tak również kapłanów kultu, utożsamianych z frygijskimi korybantami lub daktylami.